# Hylaeus xanthognathus
Hylaeus xanthognathus är en biart som beskrevs av Rayment 1935. Hylaeus xanthognathus ingår i släktet citronbin, och familjen korttungebin. Inga underarter finns listade i Catalogue of Life.